# Madeleine Bacskai
Pour les articles homonymes, voir Bacskai.
Madeleine Bacskai est une joueuse américaine de hockey sur gazon. Elle évolue au poste de défenseure au WC Eagles et avec l'équipe nationale américaine.

## Biographie
- Naissance le 1er juin 1998 à Malvern.
- Élève à l'Université de Princeton en 2021 et à Northwestern College depuis 2022.

## Carrière
Elle a fait ses débuts en équipe première le 15 mai 2021 contre la Belgique à Anvers lors de la Ligue professionnelle 2020-2021.

## Palmarès
- : 2e à la Coupe d'Amérique U21 2016.